# 迪埃河
迪埃河（法語：Dué，法語發音：[dɥe]）是法国卢瓦尔河地区大区萨尔特省的河流，是于讷河的左支流，长17.1千米，发源自库德勒雪，于科内雷和迪诺流入于讷河。